# Sécurité en laboratoire
 (septembre 2023).
- Si vous ne connaissez pas le sujet, laissez ce bandeau (vous pouvez alors contacter les auteurs).
- Si vous supprimez le contenu mis en cause (vous pouvez préalablement contacter les auteurs),

argumentez précisément cette suppression dans la page de discussion
(un manque de référence n'est pas un argument ; une recherche réelle de référence doit avoir été effectuée, être formellement documentée).

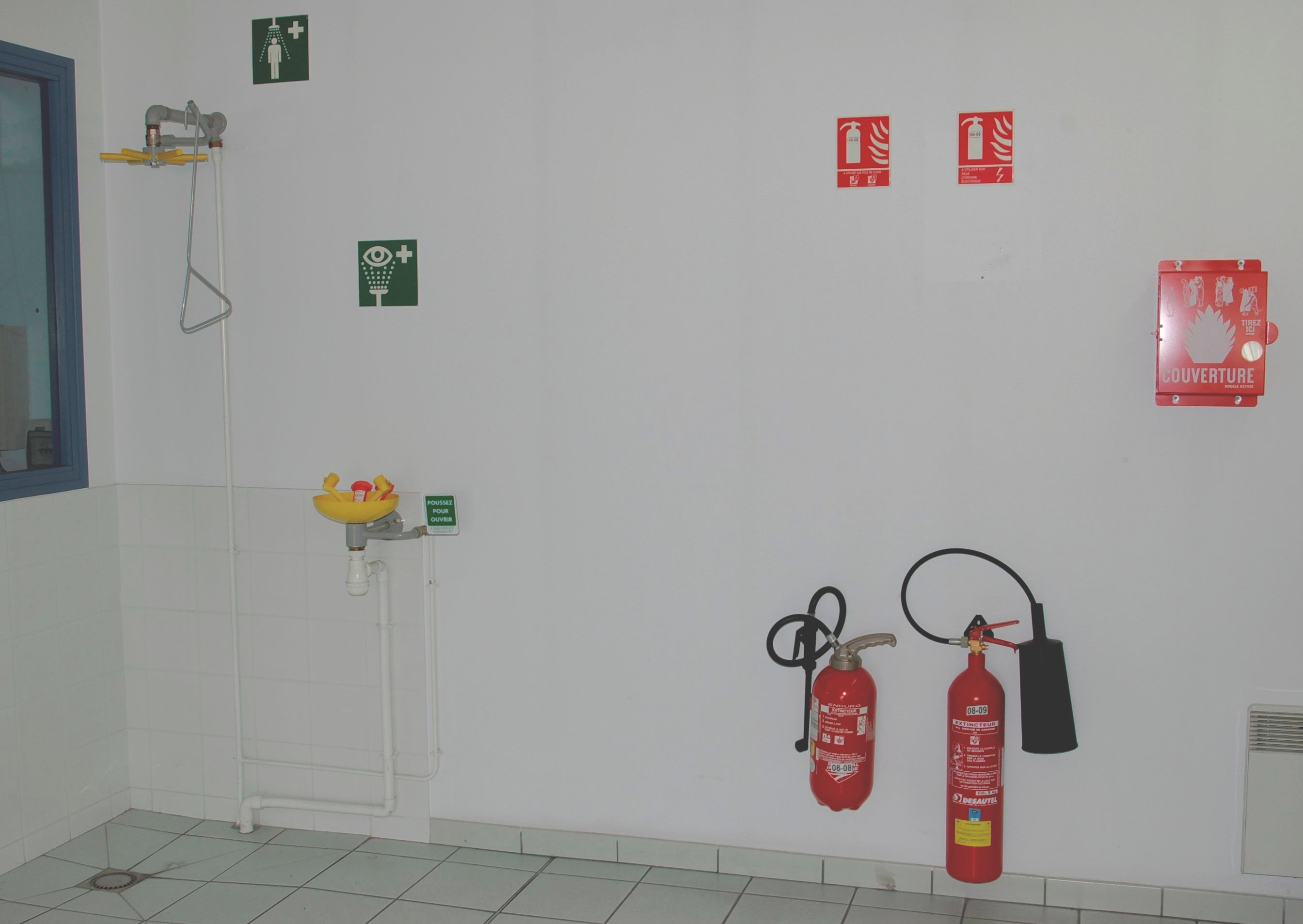
Moyens de sécurité (à maintenir dégagés et à vérifier périodiquement), avec leur pictogramme, en laboratoire de chimie

La sécurité en laboratoire renvoie à de multiples aspects (prévention technique, respect d'un minimum de consignes, formation du personnel, organisation du travail, qualité des relations).
Lors de son travail, le personnel de laboratoire s'expose à des dangers chimiques, physiques, biologiques et radiologiques.
Ces dangers peuvent être évités ou limités, si les règles élémentaires de sécurité sont respectées. Dans un laboratoire, il faut avoir une attitude réfléchie pour ne pas mettre sa vie en danger ni celle d'autrui.

## Règles générales de sécurité dans un laboratoire

### Obligations
- Se laver soigneusement les mains en entrant/sortant du laboratoire, avant de prendre un repas, ou avant d'aller aux toilettes.
- Repérer les emplacements des matériels de sécurité : douche fixe de premiers secours, douche portative de secourisme, extincteur, rince-œil, couverture antifeu, robinet d'incendie armé, etc.
- Retirer tous ses bijoux, ne pas porter de maquillage, attacher les cheveux.
- Porter une blouse en coton et non en polyester (le coton brûle en cas de contact avec une flamme, alors que le polyester fond et adhère à la peau).
- Se protéger pendant les manipulations (porter lunettes de protection, masque, gants, tablier, etc.) (protection contre les produits chimiques, la chaleur, les coupures, les chocs, les radiations, etc.). Voir Équipement de protection individuelle (EPI).
- Ne rien laisser traîner au sol ou sur les paillasses.
- Ne pas stocker des contenants dangereux (flacons en verre...) près d'un bord de paillasse, ou sur un bord d'étagère.
- Éviter les accumulations de grandes quantités (solvants, emballages, déchets, etc.) au laboratoire.
- Arrimer solidement les bouteilles de gaz et les éloigner de toute source de chaleur ou de projections de produits corrosifs. Les stocker à l'extérieur (demander une alimentation extérieure).
- Ranger le matériel dès qu'il n'est plus nécessaire afin de ne pas être gêné lors des prochaines manipulations, apprendre également à gérer l'espace de travail et le temps dont on dispose.
- Tous les flacons et emballages doivent sans exception avoir une étiquette sur laquelle on retrouve le nom, la formule, le(s) pictogramme(s) et le(s) code(s) de sécurité définis par le Système général harmonisé (SGH), et la date de péremption.
- Lire les instructions d'un matériel ou d'un flacon du commerce.
- Vérifier le matériel en verre avant utilisation (éliminer tout verre fêlé, étoilé...).
- Se référer aux pictogrammes quand ils sont présents et aux codes du SGH.
- Mettre les poisons, les matières dangereuses, les acides, les bases, les liquides inflammables, les produits périmés, dans des endroits protégés tels les armoires de sécurité dédiées et clairement identifiées.
- Installer une poubelle pour la verrerie et une pour les métaux.
- Vérifier régulièrement les moyens de sécurité (extincteurs, alarmes d'incendie visuelles et sonores, détecteurs de fumée, indicateurs lumineux permanents de direction d'évacuation, ventilation, etc.) ainsi que le dégivrage des réfrigérateurs/congélateurs.
- Attacher ses cheveux pour qu'ils ne touchent pas de produits chimiques.
- Penser « sécurité » c'est réfléchir avant d'agir.

### Interdictions
- De fumer, boire, préparer un repas ou de manger dans un laboratoire.
- De travailler seul.
- De pipeter à la bouche tout produit chimique ; utiliser par exemple les propipettes.
- Formelle de déverser à l’évier des produits chimiques (dangereux : inflammables, explosifs...), biologiques ou radioactifs.
- De manipuler un produit inflammable à proximité d’une flamme ou d’un point chaud.
- De courir.
- De manipuler sans lunettes de protection, sans blouse et sans gants adaptés (selon les produits : latex, nitrile, vinyle, etc.).
- De mâcher du chewing-gum dans les laboratoires, car le chewing-gum absorbe toutes les particules qu'il y a dans l'air.

## Dangers chimiques
Les équipements de protection collectifs doivent être utilisés avant les équipements de protection individuelle. En effet, le port du masque en laboratoire protège la personne qui manipule mais ne protège pas les autres personnes présentes dans le laboratoire. Le travail confiné sous une hotte aspirante enlève la pénibilité du port du masque et protège les autres.  
La personne manipulant des flacons contenant des produits du commerce est exposée à tout moment aux risques chimiques. Avant toute manipulation d'un flacon, il convient de :
- porter l' équipement de protection adapté : blouse en coton, lunettes de protection agréées CEE, gants de protection ;
- manipuler des flacons sous une hotte ventilée notamment pour les solvants organiques, les acides ou bases concentrés, les produits à forte odeur (DTT) ;
- vérifier la verrerie de laboratoire avant toute manipulation pour éviter coupures (matériel ébréché) ou casse du matériel en cours d'utilisation (verrerie ébréchée, éclats...) ;
- toujours mettre un bac de rétention sous par exemple les réacteurs et les bouteilles non vides afin de ne pas répandre de liquide en cas d'incident avec le matériel ;
- ne pas prélever à la bouteille. Transvaser dans un grand bécher propre et annoter le volume nécessaire pour les manipulations. Cela évite de se retrouver avec des solutions « polluées » ;
- manipuler les produits avec les précautions adaptées selon les mentions de danger sur les étiquettes et fiches de sécurité (FDS). Notamment veiller aux pictogrammes du tableau ci-dessous (voir ici (SHG/GHS) ici pour les pictogrammes et mentions sources):

| ancien pictogramme et mention*      | Code CLP/SGH | Pictogramme | Mention                                            | Remarques |
| ----------------------------------- | ------------ | ----------- | -------------------------------------------------- | --- |
| Produit Explosif (E)                | SGH01        | SGH01       | Explosif                                           | Produits qui ont la capacité d'exploser lors d'un choc ou s'ils sont exposés à une source de chaleur.                                                    |
| Produit InFlammable (F)             | SGH02        | SGH02       | Inflammable                                        | Produits inflammables, ils sont donc à utiliser loin d'une flamme ou d'une source de chaleur (F = facilement inflammable, F+ = extrêmement inflammable). |
| Produit cOmburant (O)               | SGH03        | SGH03       | Comburant                                          | Produits comburants, car ils facilitent la combustion. Ils sont donc à utiliser loin d'une flamme ou d'une source de chaleur.                            |
| (aucun symbole)                     | SGH04        | SGH04       | Gaz sous pression                                  | Produits à stocker et à utiliser notamment à l'ouverture, avec extrême précaution: éviter choc, flamme ou d'une source de chaleur                        |
| Corrosif (C) ou Nocif Irritant (Xi) | SGH05        | SGH05       | Corrosif                                           | Produits corrosifs, ils s'attaquent aux tissus biologiques ainsi qu'aux matériaux.                                                                       |
| Toxique (T) ou très Toxique (T+)    | SGH06        | SGH06       | Toxique                                            | Produits toxiques, ils peuvent donner la mort à faibles doses et doivent être manipulés extrême précaution et des protections adéquates.                 |
| Nocif, Irritant (X, Xi)             | SGH07        | SGH07       | Toxique, irritant, sensibilisant, narcotique       | Produits toxiques ou nocifs (irritant, sensibilisant, narcotique, etc.) qui doivent être manipulés avec les protections adéquates.                       |
| Toxique (T) ou Nocif                | SGH08        | SGH08       | Sensibilisant, cancérogène, mutagène, reprotoxique | Produits qui peuvent occasionner des désagréments pour la santé, nocifs ou toxiques. Ils doivent être manipulés avec les protections adéquates.          |
| Nuisible pour l'environnement (N)   | SGH09        | SGH09       | Nuisible pour l'environnement                      | Produits néfastes pour l'environnement, qui sont donc à récupérer après utilisation pour qu'ils soient traités (cas des solvants organiques).            |

.*les anciens symboles de danger 'EU 1999) ne doivent plus être utilisés depuis fin 2011 pour les substances, fin 2012 (2013) pour les mélanges et les préparations, et seront totalement obsolètes en 2016.

## Dangers biologiques

Pictogramme signalant l'ensemble des risques biologiques

- Ce pictogramme est présent à l'entrée d'un laboratoire de microbiologie ou de biologie, ainsi que sur les conteneurs destinés à recevoir les déchets (boîte de Petri en plastique, pipette Pasteur, tube à hémolyses, etc.) ou des produits biologiques (prélèvement ESB, sang...).
- Il signifie la contamination probable par un agent biologique de nature connue ou non (bactéries, protozoaires, virus, prions, etc.).
- À la vue de ce symbole, respecter les règles d'asepsie, se laver les mains à l'eau et au savon après les manipulations.
- En cas d'accident (déversement sur la paillasse, coupure avec un matériel contaminé...) laver et désinfecter la plaie et/ou le plan de travail.
- Protéger les plaies par un pansement et des gants en latex ou en vinyle.
- Tenir le carnet de vaccination à jour.

## Risque radiologique

Panneau identifiant les risques liés aux rayonnements ionisants, ☢

Pictogramme présent dans tous les centres de radiologie ainsi que chez les médecins possédant un équipement de radiologie. Il doit être visible à l'entrée de chaque pièce possédant un équipement dont le rayonnement présente un danger, que ce soit pour une exposition à court ou à long terme.

## Retrait des gants
Comme indiqué précédemment, les gants sont très utiles pour se protéger les mains, cependant la protection est nulle si on ne sait pas comment les retirer :
- plier le poignet d'une main vers le bas ;
- avec l'autre main, pincer l'extrémité du gant ;
- retirer le gant jusqu'aux phalanges, on doit voir la face interne se retourner sur la face externe ;
- plier le second poignet et retirer le gant complètement avec les doigts encore protégés de la seconde main ;
- se débarrasser du dernier gant en le faisant tomber en bougeant les doigts.

## Intérêts des pictogrammes
Ces pictogrammes de sécurité et/ou de signalisation ont de nombreux intérêts :
- assurer la sécurité de tous ;
- compréhension rapide par tous (même des personnes ne sachant pas lire) ;
- internationaux ;
- mise en place simple et rapide ;